# إدواردو إنريكيز مايا
إدواردو إنريكيز مايا (11 أكتوبر 1948 - 14 أبريل 2021) سياسي كولومبي.

## السيرة الشخصية
عضو في حزب المحافظين الكولومبي، خدم في مجلس النواب الكولومبي من 1998 إلى 2006 ومجلس الشيوخ الكولومبي من 2006 حتى وفاته من جراء مرض كوفيد 19 في بوغوتا في 14 أبريل 2021 عن عمر يناهز 72 عامًا.